# 戴納瓦足球俱樂部
阿利圖斯戴納瓦足球俱樂部曾是立陶宛的一家足球俱樂部。主場位於阿利圖斯。球隊曾參加立陶宛足球超級聯賽的賽事。
2014年底由于涉及假球丑闻及财政缘故，该俱乐部被解散。

## 外部連結
- Official Website （页面存档备份，存于）